# Minnebrief
Der Minnebrief ist eine Form der spätmittelalterlichen Reimrede. Ähnlich wie der Salut d’amour im altprovenzalischen Minnesang ist er ein in Reimpaaren gestalteter Liebesbrief, der sich unmittelbar an die Partnerin richtet. Er tritt jedoch zunächst nicht als eigenständige Gattung auf.
Die Kenntnis des brieve und schanzune tihten („Minnelieder in Briefform dichten“) gehörte zur idealisierten höfischen Bildung des Hochmittelalters. Der Liebesbrief als Liedform ist indes älter. Schon in der Karolingerzeit hatten die Kapitularien Nonnen verboten, Briefe mit einem gereimten Lied – dem so genannten Winileod – zu versenden.
Der Minnebrief erschien zunächst als handlungstragendes Element in der mittellateinischen Versepen des 11. Jahrhunderts, z. B. im Ruodlieb. Im 12. Jahrhundert nahm die deutsche Dichtung ihn auf, zunächst in Spielmannsdichtungen wie König Rother, dann mit dem Eneit Heinrichs von Veldeke auch die höfische Epik. Nach 1200 wird er u. a. in Wolframs von Eschenbach Parzival aufgegriffen. Der erhaltene Leich Ulrichs von Gutenburg beginnt als Minnebrief, ein Briefwechsel ist in der Minnelehre Johanns von Konstanz enthalten.
Erst im 14. Jahrhundert wurde der Minnebrief zum eigenständigen Genre, so bei Hugo von Montfort. Seit dieser Zeit begannen sich daraus Briefsteller für Musterliebesbriefe zu entwickeln, die ebenfalls auf die Büchlein des 12. Jahrhunderts zurückgeht. Eine Sonderform des Minnebriefs enthält Ulrichs von Liechtenstein Frauendienst.